# Manuel Pérez de Junquitu y Gómez de Barreda
Manuel Pérez de Junquitu y Gómez de Barreda (?, 1854 - 23 de març de 1915) fou un polític i aristòcrata espanyol, marquès de Casa Ramos, diputat a les Corts Espanyoles durant la restauració borbònica.

## Biografia
Fou una figura important en el caciquisme polític valencià gràcies al control que exercia en el sindicat de regants. Va obtenir el títol de marquès el 1863, a la mort del seu pare Tomás Pérez de Junquitu Ramos Dávila. Estava casat amb María Shelly Pallavicino.
Fou diputat del Partit Moderat pel districte del Mar de València a les Corts Espanyoles de 1864 i 1867. Un cop es produí la restauració borbònica fou un dels dirigents del Partit Conservador a València i fou elegit diputat novament a les eleccions generals espanyoles de 1876, 1879 i 1884.